# Castelsardo
Castelsardo (sardiska: Casteddu Sardu, sassarese: Caltheddu) är en stad och kommun i provinsen Sassari på nordvästra Sardinien, Italien. Castelsardo hade 5 990 invånare (2017).  Castelsardo gränsar till kommunerna Sedini, Sorso, Tergu och Valledoria.

## Frazioni
Castelsardo är indelat i fyra frazioni: Lu Bagnu, Multeddu, San Giovanni och Terra Bianca.

## Externa länkar

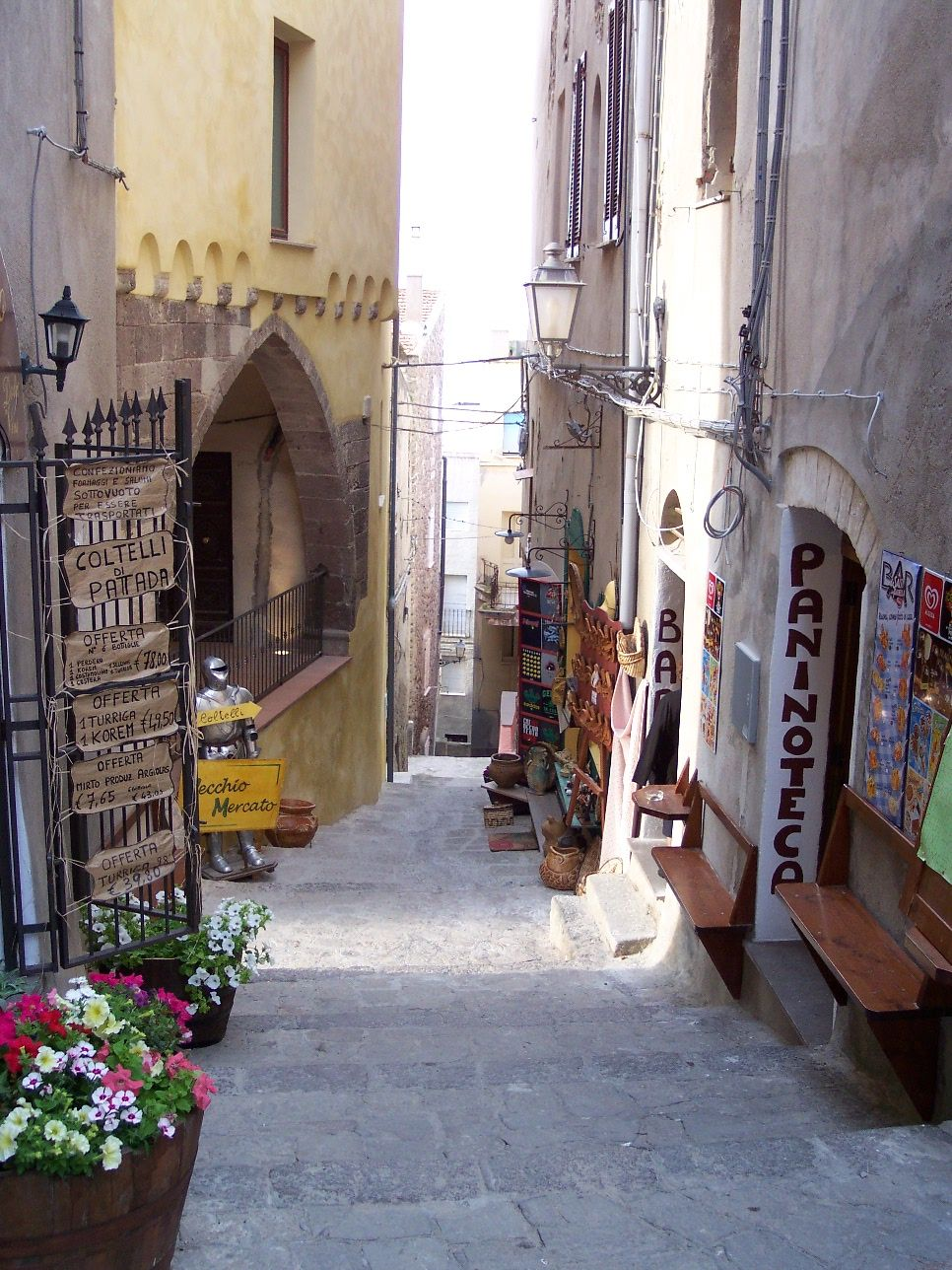
Gränd i Castelsardo.